# Eva Hempel
Eva Hempel (* 22. Oktober 1936 in Priebus; † 26. März 2020 in Berkholz-Meyenburg) war eine deutsche Landwirtin und Funktionärin der DDR-Jugendorganisation FDJ sowie der SED. Sie war von 1976 bis 1989 Mitglied des ZK der SED und eine der wenigen Frauen, die eine SED-Kreisleitung führten.

## Vita
Hempel wurde 1936 im schlesischen Priebus als Tochter einer Landarbeiterfamilie geboren. Sie besuchte nach dem Krieg eine Oberschule und wurde 1950 im Alter von 14 Jahren Mitglied der FDJ. Nach der Schule absolvierte sie zunächst eine Lehre zum Landwirt und studierte anschließend von 1956 bis 1958 an der Eisenacher Fachschule für Landwirtschaft. Zu Studienbeginn wurde sie Mitglied der SED. Das Studium beendete sie als Agraringenieurin. Bereits während der Lehre wurde die gerade 18-jährige Hempel 1955 auf dem V. FDJ-Parlament in Erfurt als Kandidatin in den FDJ-Zentralrat gewählt. Nach dem Studium arbeitete Hempel zunächst als Saatzuchtassistentin auf dem VEG Dachwig. Auf dem VI. FDJ-Parlament 1959 in Rostock wurde Hempel als Vollmitglied in den Zentralrat der FDJ gewählt, blieb aber zunächst weiterhin in ihrem Beruf tätig. 1960 kooptierte die FDJ-Führung Hempel als Mitglied in das Büro des Zentralrats. 1962 wechselte sie schließlich endgültig nach Berlin, da sie zum Sekretär des Zentralrats berufen wurde. In dieser Funktion war sie bis 1971 tätig, arbeitete dabei unter anderem mit den späteren Politbüromitgliedern Egon Krenz oder Siegfried Lorenz zusammen. Auf dem  VI. Parteitag der SED wurde Hempel erstmals als Kandidatin in das ZK der SED gewählt. Mit 27 Jahren war sie zu dieser Zeit eines der jüngsten Mitglieder in diesem Gremium.  1971, mit 37 Jahren, wurde Hempel aus den Reihen der FDJ auf dem IX. Parlament in Berlin verabschiedet. Sie wechselte nunmehr in die SED-Bezirksleitung Schwerin, wo sie bis 1974 als Sektorenleiterin arbeitete. Anschließend wurde sie zur 1. Sekretärin der SED-Kreisleitung Schwerin-Land gewählt. Dieser Landkreis war zwar recht dünn besiedelt, wies dafür aber einen hohen Anteil an Militär auf. So waren in Schwerin und Umgebung Stäbe je einer mot. Schützendivision der GSSD und der NVA mit entsprechenden Truppenteilen stationiert. Von daher ist es nicht auszuschließen, dass Hempel auch wegen dieser Konstellation auf dem IX. Parteitag der SED 1976 als Vollmitglied in das ZK der SED gewählt wurde. Sie war damit einer der ganz wenigen Vertreter aus einer SED-Kreisleitung im ZK der SED. In beiden Parteifunktionen wirkte sie bis zur politischen Wende 1989. Bemerkenswert an Hempels Werdegang ist, dass sie nach bisherigen biographischen Angaben nie eine Parteihochschule besuchte, weder die der SED  noch der KPdSU. Über Hempels weiteren Werdegang nach 1989 ist bisher nichts bekannt.

## Ehrungen
- 1986 Vaterländischer Verdienstorden in Bronze[2]
- 1986 Vaterländischer Verdienstorden in Gold[3]